# Quercus xanthotricha
Quercus xanthotricha — вид рослин з родини букових (Fagaceae), поширений у південно-східній Азії.

## Опис
Це дерево заввишки від 5 до 8 метрів. Гілочки тонкі, темно-пурпурні, з рідкісними, білими, маленькими сочевичками. Листки від вузько еліптичних до еліптичних, злегка шкірясті, 5–8 × 1.5–3 см; верхівка загострена; основа клиноподібна; край дрібнозубчастий у напрямку до верхівки 1/2; верх зелений; низ білуватий; ніжка листка запушена, завдовжки 5–10 мм. Чоловічі сережки завдовжки 2–5 см. Жолуді яйцюваті, завдовжки 0.9–1.3 см, у діаметрі 0.7–1 см, на ніжці до 4 см завдовжки; чашечка охоплює 1/3 горіха; дозрівають на другий рік.

## Середовище проживання
Поширення: Китай (Юньнань), Лаос, В'єтнам.